# Championnat d'Angola de football 1999
Navigation
Saison précédente Saison suivante
La saison 1999 du Championnat d'Angola de football est la vingt-et-unième édition de la première division en Angola. Les seize meilleures équipes du pays sont regroupées au sein d'une poule unique où elles s'affrontent deux fois, à domicile et à l'extérieur. En fin de saison, afin de faire passer le championnat à 14 équipes, les deux derniers sont relégués et remplacés par le champion de Gira Angola, la deuxième division angolaise.
C'est le tenant du titre, Primeiro de Agosto, qui remporte à nouveau le championnat cette saison après avoir terminé en tête du classement, avec huit points d'avance sur l'Académica Lobito et dix sur l'Inter Luanda, l'un des clubs promus. C'est le 8e titre de champion du Angola de l'histoire du club. 
Le vainqueur du championnat se qualifie pour la Ligue des champions de la CAF, son dauphin pour la Coupe de la CAF tandis que le vainqueur de la 
Taça Angola obtient son billet pour la Coupe des Coupes.
Pour une raison indéterminée, le troisième club promu de Gira Angola, le Ferroviario de Huila, ne prend pas part au championnat cette saison. Ce désistement n'est pas remplacé.

## Clubs participants
- Primeiro de Agosto
- Académica Lobito
- Inter Luanda - Promu de Gira Angola
- Petro Atlético Luanda
- Petro Atlético Huambo
- Atlético Sport Aviação
- Sagrada Esperança
- Saneamento Rangol
- FC Cabinda
- Deportivo Sonangol
- Sporting Cabinda
- Cambondo Malanje - Promu de Gira Angola
- Onze Bravos do Maqui
- Independente Tomboa
- Progresso Sambizanga

## Compétition
Le barème de points servant à établir les classements se décompose ainsi :
- Victoire : 3 points
- Match nul : 1 point
- Défaite : 0 point

### Classement
| Rang | Équipe                 | Pts | J  | G  | N  | P  | Bp | Bc | Diff |
| ---- | ---------------------- | --- | -- | -- | -- | -- | -- | -- | ---- |
| 1    | Primeiro de AgostoT    | 59  | 28 | 16 | 11 | 1  | 33 | 13 | +20  |
| 2    | Académica Lobito       | 51  | 28 | 14 | 9  | 5  | 30 | 17 | +13  |
| 3    | Inter LuandaP          | 49  | 28 | 13 | 10 | 5  | 35 | 23 | +12  |
| 4    | Petro Atlético Luanda  | 48  | 28 | 15 | 3  | 10 | 49 | 23 | +26  |
| 5    | Petro Atlético Huambo  | 44  | 28 | 12 | 8  | 8  | 40 | 31 | +9   |
| 6    | Atlético Sport Aviação | 42  | 28 | 12 | 6  | 10 | 39 | 28 | +11  |
| 7    | Sagrada EsperançaC     | 40  | 28 | 11 | 7  | 10 | 32 | 31 | +1   |
| 8    | Saneamento Rangol      | 34  | 28 | 8  | 10 | 10 | 26 | 30 | -4   |
| 9    | FC Cabinda             | 33  | 28 | 8  | 9  | 11 | 24 | 34 | -10  |
| 10   | Deportivo Sonangol     | 32  | 28 | 7  | 11 | 10 | 25 | 25 | 0    |
| 11   | Sporting Cabinda       | 31  | 28 | 8  | 7  | 13 | 27 | 41 | -14  |
| 12   | Cambondo MalanjeP      | 31  | 28 | 7  | 10 | 11 | 20 | 26 | -6   |
| 13   | Onze Bravos do Maqui   | 30  | 28 | 7  | 9  | 12 | 19 | 29 | -10  |
| 14   | Independente Tomboa    | 25  | 28 | 5  | 10 | 13 | 17 | 34 | -17  |
| 15   | Progresso Sambizanga   | 17  | 28 | 3  | 8  | 17 | 22 | 53 | -31  |

|  | Qualification pour la Ligue des champions de la CAF 2000                  |
|  | Qualification pour la Coupe des Coupes 2000                               |
|  | Qualification pour la Coupe de la CAF 2000                                |
|  | Relégation directe en Gira Angola                                         |
|  | T: Tenant du titre C: Vainqueur de la Taça Angola P: Promu de Gira Angola |

## Bilan de la saison
| Championnat d'Angola de football 1999 |                               |
| Champion                              | Primeiro de Agosto (8e titre) |
| Coupes et trophées                    |                               |
| Vainqueur de la Coupe d'Angola 1999   | Sagrada Esperança             |
| Qualifications continentales          |                               |
| Ligue des champions de la CAF 2000    | Primeiro de Agosto            |
| Coupe des Coupes 2000                 | Sagrada Esperança             |
| Coupe de la CAF 2000                  | Académica Lobito              |
| Promotions et relégations             |                               |
| Promus en Girabola                    | Sporting Clube do Bié         |
| Relégués en Gira Angola               | Independente Tomboa           |
| Relégués en Gira Angola               | Progresso Sambizanga          |